# Porotachys bisulcatus
Porotachys bisulcatus (лат.) — вид жужелиц из подсемейства Trechinae. Голарктика.

## Описание
Жуки мелких размеров, длина которых 2,8—3,2 мм. Верхняя поверхность равномерно желтовато-красная, надкрылья выпуклые; переднеспинка и надкрылья с очень тонкой и густой линейной микроскульптурой. Последний максиллярный членик рудиментарный, значительно короче третьего членика; ментум с парой крупных глубоких ямок. Надкрылья с шовной полосой, загнутой на вершине, но не продолжающейся вперед за заднюю дисковую щетинку; надкрылья с тремя или четырьмя редко и тонко пунктированными бороздками. Имаго встречаются в основном в хвойных лесах, на лесопилках, пустырях и бобровых берлогах, а также у берегов рек. Этот вид ведёт сумеречный и ночной образ жизни, считается частым летуном и умеренным бегуном. Исходный ареал включает Палеарктику (Европа, Азия, Северная Африка). В последние годы отмечается в Северной Америке (Канада, США).